# Lizdeika
Lizdeika (fl. XIV secolo) fu un sacerdote lituano (krivis) di fede pagana conosciuto perché tra i protagonisti della leggenda relativa alla fondazione della città di Vilnius.

## Biografia

### Il dibattito sulla storicità
Gli studiosi ancora dibattono sulla reale esistenza o meno di Lizdeika, in quanto viene citato soltanto nelle cronache lituane del XVI secolo, una serie di opere ritenuta dalla dubbia affidabilità storiografica. Una leggenda più dettagliata su Lizdeika fu ricostruita da Maciej Stryjkowski nel 1582. Secondo il resoconto, Lizdeika fu trovato da piccolo in un nido d'aquila da Vytenis, il presunto padre (o fratello) di Gediminas, che lo crebbe come un figlio. Lizdeika e Gediminas presentano delle caratteristiche che ricordano gli eroi di altri racconti popolari indoeuropei sulla fondazione della città (come ad esempio quelle dei fondatori di Roma, Romolo e Remo). Nella genealogia della nobile famiglia dei Radziwiłł attiva nel Granducato di Lituania tardo medievale, Lizdeika viene considerato il capostipite della discendenza. Alcuni studiosi hanno sostenuto l'effettiva esistenza di Lizdeika ritenendolo un discendente di Sirputis (in maniera ironica un cristiano), fratello del granduca Traidenis (al potere dal 1270 al 1282).
Si ipotizza che Lizdeika visse a Kernavė, su una collina che tutt'oggi, prende il suo nome.

### La leggenda della fondazione di Vilnius
Secondo la leggenda, il granduca Gediminas (al potere dal 1316 al 1341) stava cacciando nella foresta sacra vicino alla valle di Šventaragis, vicino alla confluenza tra il fiume Vilnia e il fiume Neris. Stanco dopo la fruttuosa caccia di un uro, il granduca si accampò lì per trascorrere la notte. Addormentatosi profondamente, sognò un lupo fatto di ferro che si trovava su una collina e ululava in modo strano, quasi pareva migliaia di lupi stessero facendo con lui lo stesso verso in contemporanea. Egli rivelò la sua visione a Lizdeika e questi gli disse che il sogno andava interpretato come un segno del fatto che andasse costruita una città nel punto esatto in cui il lupo ululava. «Questa città» - spiegò il religioso - «sarà la capitale delle terre dei lituani e dimora dei loro sovrani, e la gloria delle loro azioni risuonerà in tutto il mondo». Pertanto, Gediminas, obbedendo alla volontà degli dei, costruì la città e le conferì il nome di Vilnius, derivante da uno dei fiumi alla confluenza, la Vilnia.